# Kryštof Antonín Šimon z Thun-Hohensteinu
Kryštof Antonín Šimon hrabě z Thun-Hohensteinu (německy Christoph Anton Simon Graf von Thun-Hohenstein, 1635, Brughier – 1712, Salcburk) byl rakouský šlechtic z významného rodu Thun-Hohensteinů, zakladatel vedlejší rodové větve Brughier-Caldes.

## Život
Narodil se jako syn hraběte Jiřího Zikmunda z Thunu-Caldes a jeho manželky Marie svobodné paní z Firmianu. 
Vášnivě se věnoval studiu exaktních věd, především matematiky, astronomie a fortifikačnímu umění, které v té době zažívalo období přestaveb. 
Poté se účastnil bojů v Německu, Francii, Itálii, Španělsku (pod velením Dona Juana d’Austria), Portugalsku a Nizozemsku. Vyznamenal se zejména při obléhání pevnosti Philippsburgu v roce 1690, načež ho Benátští představitelé požádali, aby se stal jejich vrchním velitelem. Tuto nabídku však odmítl, protože dal přednost službě svému císaři. 

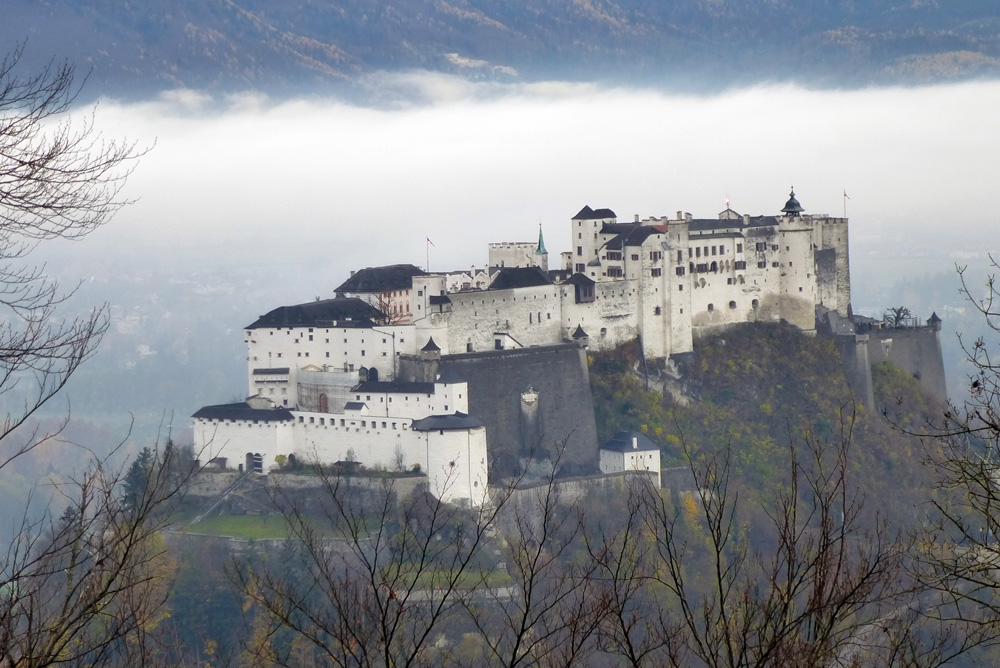
Pevnost Hohensalzburg

Po mnoha letech vojenské služby se odebral na odpočinek na svém hradě Brughier, kde hledal klid pro své záliby v astronomickém pozorování a rytířských hrách. Po krátkém časo ho ale povolal do Salcburku jeho příbuzný salcburský arcibiskup Jan Arnošt a jmenoval ho kapitánem své gardy a velitelem pevnosti Hohensalzburg. V tomto období nechal hrabě Thun obnovit všechny stavby opevnění, postavil nové a obklopil je obrannými valy a věžemi. Podle rady Kryštofa Antonína, kterého arcibiskup Jan Arnošt mezitím jmenoval vrchním velitelem své válečné rady, zůstalo Salcburské arcibiskupství při vypuknutí války o španělské následnictví v roce 1701 neutrální.
Kryštof Antonín Šimon z Thun-Hohensteinu zemřel roku 1712 v Salcburku, kde je také pochován. 

### Potomstvo
Kryštof Šimon měl syna Františka Alberta (1686-1707).
Druhá vedlejší rodová větev Brughier-Caldes, kterou Kryštof Šimon založil, vymřela v roce 1848 v osobě jeho pravnuka Alexandra.